# Académie royale des sciences morales et politiques
L'Académie royale des sciences morales et politiques (en espagnol : Real Academia de Ciencias Morales y Políticas) est une institution culturelle espagnole, membre de l'Institut d'Espagne, dont le siège est situé à Madrid.

## Histoire
L'Académie est créée, vingt jours après l'approbation de la loi sur l'instruction publique, par le décret royal du 30 septembre 1857 signé par Isabelle II.
L'objectif poursuivi est de réunir sur un modèle semblable à celui de l'Académie royale d'histoire, les mouvements politique et social de l'époque. Ainsi sont recrutés des membres éminents comme le progressiste Salustiano Olózaga ou les plus modérés Juan Bravo Murillo et Modesto Lafuente, ainsi que des chercheurs en sciences sociales.

## Organisation
La direction de l'Académie est composée d'un président et de cinq membres qui exercent les fonctions exécutives et veillent au respect des statuts et du règlement. L'assemblée générale, composée des académiciens, a pour fonctions l'élection de la direction et du président pour une période de trois ans, ainsi que la répartition des académiciens entre les commissions et les sections. 
Les quatre sections sont : 
- sciences philosophiques,
- sciences politiques et juridiques,
- sciences sociales,
- sciences économiques.

En outre, l'Académie peut créer des commissions provisoires pour des sujets spécifiques.
Elle possède une bibliothèque de plus de cent mille volumes. 
Son président est Benigno Pendás García (es), depuis 2022.

## Siège
Son siège est situé dans la maison et tour des Luján (es) à Madrid.

## Membres célèbres
Au cours de son histoire ont été membres de l'académie des hommes politiques, des juristes comme Francisco Martínez de la Rosa, Antonio Alcalá Galiano, Antonio Cánovas del Castillo, le Comte de Toreno, Julián Besteiro, Antonio Aparisi Guijarro, Faustino Rodríguez-San Pedro (es), ainsi que des personnalités de différentes spécialités des sciences sociales comme Antonio José Cavanilles, Marcelino Menéndez y Pelayo, José Ortega y Gasset, Joaquín Ruiz-Giménez Cortés et Salvador de Madariaga. Plus récemment, en ont fait partie notamment Manuel Fraga Iribarne, Manuel Jiménez de Parga, Marcelino Oreja Aguirre, Gregorio Peces-Barba et Antonio María Rouco Varela.